# Ceignes
Ceignes és un municipi francès situat al departament de l'Ain i a la regió d'Alvèrnia-Roine-Alps. L'any 2007 tenia 277 habitants.

## Demografia

### Població
El 2007 la població de fet de Ceignes era de 277 persones. Hi havia 114 famílies de les quals 26 eren unipersonals (13 homes vivint sols i 13 dones vivint soles), 38 parelles sense fills, 46 parelles amb fills i 4 famílies monoparentals amb fills.
La població ha evolucionat segons el següent gràfic:
Habitants censats

### Habitatges
El 2007 hi havia 130 habitatges, 110 eren l'habitatge principal de la família, 17 eren segones residències i 4 estaven desocupats. 117 eren cases i 12 eren apartaments. Dels 110 habitatges principals, 75 estaven ocupats pels seus propietaris, 31 estaven llogats i ocupats pels llogaters i 3 estaven cedits a títol gratuït; 3 tenien una cambra, 6 en tenien dues, 13 en tenien tres, 40 en tenien quatre i 48 en tenien cinc o més. 98 habitatges disposaven pel capbaix d'una plaça de pàrquing. A 48 habitatges hi havia un automòbil i a 51 n'hi havia dos o més.

### Piràmide de població
La piràmide de població per edats i sexe el 2009 era:
| Homes | Edats   | Dones |
| ----- | ------- | ----- |
| 0     | 95 o +  | 0     |
| 0     | 90 a 94 | 0     |
| 0     | 85 a 89 | 4     |
| 4     | 80 a 84 | 0     |
| 0     | 75 a 79 | 8     |
| 4     | 70 a 74 | 8     |
| 0     | 65 a 69 | 4     |
| 0     | 60 a 64 | 4     |
| 0     | 55 a 59 | 8     |
| 8     | 50 a 54 | 0     |
| 0     | 45 a 49 | 8     |
| 4     | 40 a 44 | 8     |
| 4     | 35 a 39 | 0     |
| 24    | 30 a 34 | 16    |
| 12    | 25 a 29 | 20    |
| 0     | 20 a 24 | 8     |
| 4     | 15 a 19 | 0     |
| 0     | 10 a 14 | 8     |
| 20    | 5 a 9   | 4     |
| 16    | 0 a 4   | 20    |

## Economia
El 2007 la població en edat de treballar era de 178 persones, 135 eren actives i 43 eren inactives. Les 135 persones actives estaven ocupades(69 homes i 66 dones).. De les 43 persones inactives 10 estaven jubilades, 15 estaven estudiant i 18 estaven classificades com a «altres inactius».

### Ingressos
El 2009 a Ceignes hi havia 104 unitats fiscals que integraven 269,5 persones, la mediana anual d'ingressos fiscals per persona era de 19.244 €.

### Activitats econòmiques
Dels 12 establiments que hi havia el 2007, 1 era d'una empresa de fabricació d'altres productes industrials, 5 d'empreses de construcció, 2 d'empreses de comerç i reparació d'automòbils, 1 d'una empresa d'hostatgeria i restauració, 1 d'una empresa d'informació i comunicació, 1 d'una empresa financera i 1 d'una empresa de serveis.
Dels 4 establiments de servei als particulars que hi havia el 2009, 2 eren fusteries, 1 lampisteria i 1 electricista.

## Poblacions més properes
El següent diagrama mostra les poblacions més properes.